# Copenhagen Concert Hall
Copenhagen Concert Hall, chiamato anche Koncerthuset è un teatro musicale progettato dal francese Jean Nouvel situato a Copenaghen, in Danimarca.
La sala concerti si trovano nella parte settentrionale di Ørestad (una zona in via di sviluppo di Copenaghen). Il complesso contiene quattro sale con l'auditorium principale che può ospitare 1.800 persone. È la sede della Danish National Symphony Orchestra. Con una superficie totale di 25.000 m², il complesso comprende una sala da concerto di 1800 persone e tre studi di registrazione con acustica variabile. Gli studi acustici sono stati realizzati da Nagata Acoustics. La costruzione, iniziata a febbraio 2003, è terminata a gennaio 2009. La regina di Danimarca ha inaugurato la sede il 17 gennaio 2009.